# Ada Mee

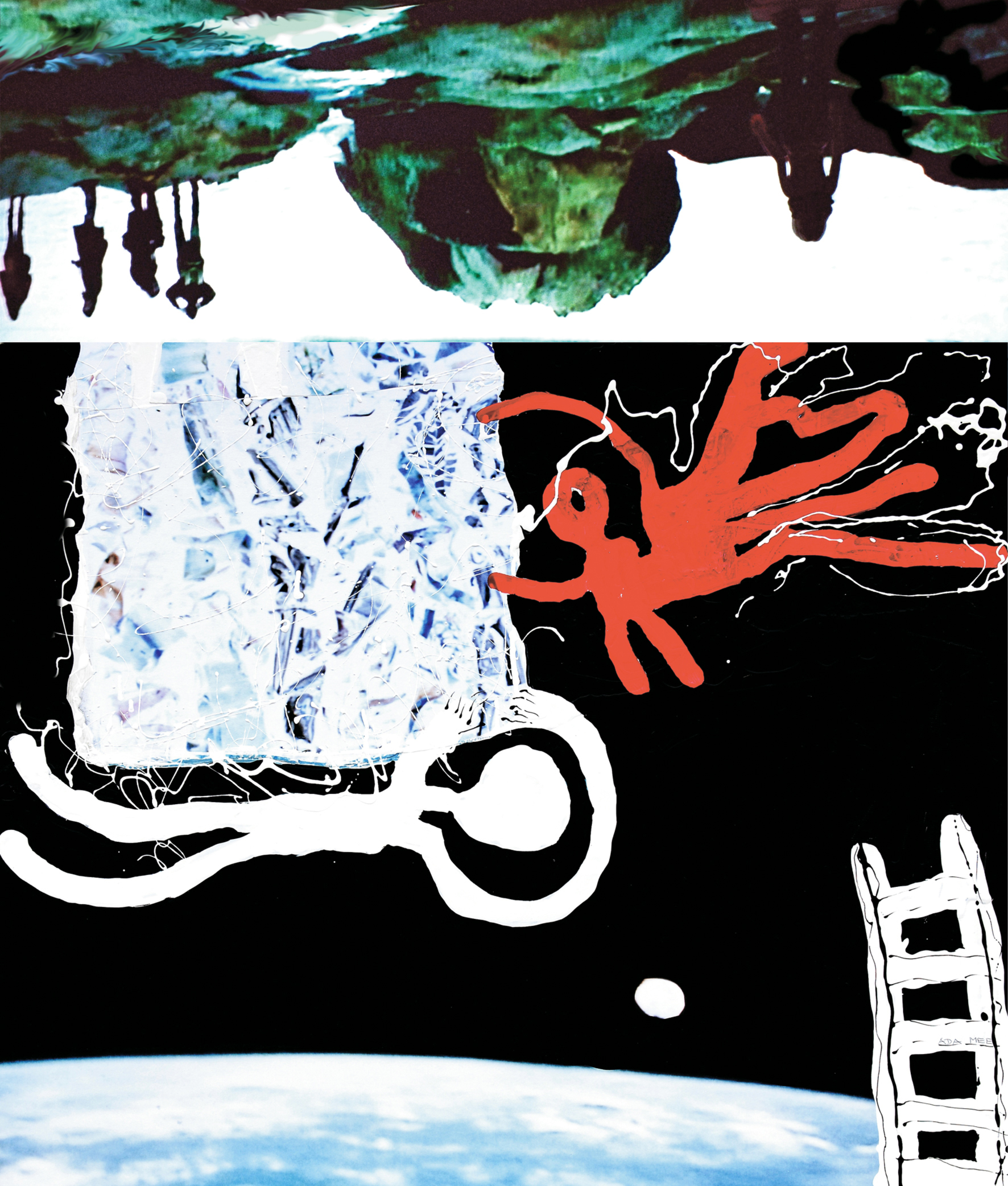
Antipoden von Ada Mee, 2015, Lithografie

Ada Mee (* 1946 in Thüringen) ist eine deutsche Künstlerin, die in Heidelberg wirkt und in  verschiedenen Techniken (Malerei, Lithografie, Fotografie) ihre Kunst zum Ausdruck bringt.

## Leben
Ada Mee wurde 1946 in  Thüringen  geboren und lebte bis zu ihrer Flucht in die Bundesrepublik Deutschland 1952 in Jena. Sie wuchs auf in Bremen, in der Eifel, auf der Schwäbischen Alb und in Stuttgart. In  Stuttgart  erhielt sie ihren Schulabschluss und begann das Studium der Architektur, das sie als Diplomingenieur in Karlsruhe abschloss. Sie lebt jetzt in Heidelberg, ist verheiratet und hat eine Tochter. Sie ist Mitglied im Bundesverband Bildender Künstlerinnen und Künstler (BBK), im Heidelberger Forum für Kunst und in der Galerie Kunsthöfle Stuttgart-Bad Cannstatt.

## Arbeitsweise, Zitat und Werk
„Meine Kunst lebe ich variabel, wie Frühling, Sommer, Herbst und Winter, deshalb lasse ich mich nicht einbinden, weder linear, thematisch noch konzeptionell.“

Hommage an Charlie Hebdo von Ada Mee, 2015, Inszenierte Fotokunst

Das Wunder von Puijiang und E-Mann von Ada Mee, 2013 und 2015, Inszenierte Konzeptkunst

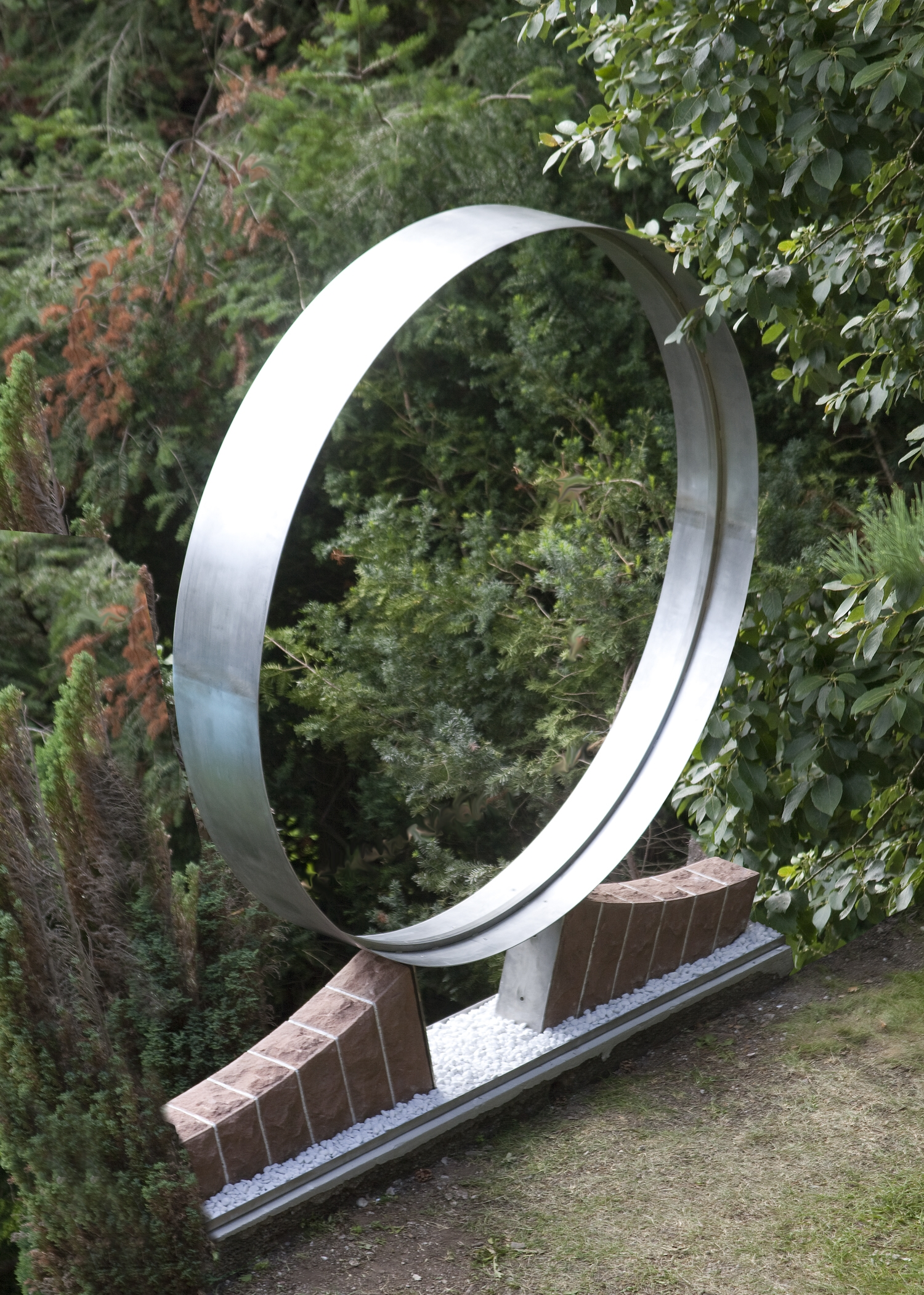
Der Ring zum Richard-Wagner-Jahr von Ada Mee, 2013, Objekt aus zwei Neckar-Odenwald-Sandsteinblöcken mit Scheinfugen, Ring und Sockel aus V2A-Stahl

Conchita, unterwegs zwischen den Geschlechtern von Ada Mee, 2014, Bronze, Karl Casper Guss

In ihren Arbeiten spiegeln sich reale Verhältnisse und eine Auseinandersetzung mit unserer artifiziellen Umwelt wider, bei der sie auch die malerische Komponente einbezieht. Beim Arbeiten taucht sie ein in diese Welt, zeigt dabei eine Realität, die aufgemischt von Emotionen durchdrungen wird und wie Traumfragmente erscheint. Sie malt, sie fotografiert, sie entdeckt und kombiniert Sichtbares und Vermutetes, sowohl Nähe als auch Distanz werden zusammengeführt auf der Suche nach der Einheit.

### Malerei
Mit Acrylfarben, Aquarellfarben, Gouache, Bleistift, Tusche auf Holz, Karton und verschiedenen Papiersorten.

### Lithografien
Steindrucke – in der Technik nach Sennefelder bis 1999. Änderung der Technik Druckplatten Aluminium, für jede Farbe eine Aluminiumplatte.

### Inszenierte Fotokunst
Ihre Fotokunst auf Leinwand, bezeichnet sie als Applicationart  – künstlerische Verwandlung und/oder Abwandlung primärer Strukturen durch Malerei und/oder digitale Plots. Sie kombiniert Malerei und eigene Fotos, formt und gestaltet sie am Computer, ändert wieder Formen, ändert Farben, malt real, malt digital, bis sie sich mit ihrer Arbeit identifizieren kann.

### Inszenierte Konzeptkunst
In ihren nachgestellten Inszenierungen prallen starke gegensätzliche Gedankenwelten aufeinander, Phantasien gemischt mit Realitäten, die oft eine erschütternde Wirklichkeit aufzeigen.
Beispiele:
1. Das „Wunder von Pujiang“ hat viele Menschen tief berührt. Der kleine chinesische Junge rutschte bei seiner Geburt im Mai 2013 auf einem Stehklo in ein Abflussrohr und konnte von der Feuerwehr durch eine dramatische Rettungsaktion aus dem 10 cm dicken Abflussrohr nach langen Stunden befreit werden.
2. Es sind Körper zu sehen, die schönbehandelt sind, und Körper, die repariert sind, mit Prothesen und Kunst-Federbeinen. Andere Körper wiederum sieht man nicht mehr. Durch Seuchen wie Ebola oder multiresistente Keime sind sie in Schutzanzüge gezwungen, damit sie Hilfe für Kranke nicht mit dem eigenen Leben bezahlen müssen.

## Anerkennungen und Förderungen
- 2013: Auswahl für den  heise-kunstpreis  2014
- 2009: Förderung durch die  Stiftungen Landesbank-Baden-Württemberg, Katalog: Lithographien vom Stein
- 2008: Förderungen durch die  Stiftungen Landesbank-Baden-Württemberg, Katalog: Maroc mon amour. 1996, Malerei zur Ausstellung im Presseclub Bonn
- 2006: Anerkennung Profis „UnFAIRblümt“, Haus der Demokratie und Menschenrechte, Berlin
- 2006: Kunstpreis des Landkreises Alzey-Worms[1]
- 2005: Auswahl für den Grafik-Kalender Johann Kasper Zeus, 2006, Stadt Kronach

## Ausstellungen

### Internationale und überregionale Gruppenausstellungen
- 1993: Galerie Everarts, Paris
- 1996: Presseclub Bonn, Maroc mon amour
- 2002, 1998: Foire Internationale Lac Luxembourg, Salon de Printemps, Letzeburger Artisten Center
- 2011, 2008, 2006, 2004, 1999: Wilhelm-Fabry-Museum Hilden[2]
- 2013, 2005, 2004, 2003, 2002, 2001, 2000:  Mini Print International de Cadaques Spain
- 2000: Stadt-Museum Halle an der Saale, Halle und das Salz der Erde
- 2000: Stadt-Museum Pforzheim, Drogen
- 2014, 2006, 2002:  Miniatur International Fürstenwalde, Spree
- 2004: Internationaler Licher-Fotopreis
- 2005: Frauenmuseum Bonn
- 2005: Museum van Bommeln van Dam, Venlo, Niederlande
- 2015, 2007, 2005:  Kunstforum Rheinbach '99 e. V., Kunst auf dem Campus
- 2007: Schlossmuseum Stadt Schwarzenberg, art und figura
- 2008:  Third Beijing International Art Biennale China, Peking
- 2008: Senckenberg-Museum, Frankfurt am Main, Senckenberg-Brunnen
- 2012: Museum Zündorfer Wehrturm, Köln
- 2014, 2013, 2012, 2009:  Marler Kunststern, Marl
- 2014, 2013:  Internationale Biennale Hamburg

### Einzelausstellungen (Auswahl)
- 1991: Villa Meixner Brühl, Sammlung des KulturForums Europa, Schicksale
- 1992: Rathaus Heilbronn, Steindrucke
- 1993: Mettnau-Radolfzell, Menschen – Landschaften
- 1997: Galerie Adelfinger, Lampertheim, Gemalt-Gedruckt-Geformt
- 1999:  Cas Karlsruhe, Positiv
- 2007: Bad Bergzaberner KunstSaison
- 2010:  Galerie Kunsthöfle, Stuttgart, code 08-21[3]
- 2011: 6. Bergzabener KunstSaison im Schloss der Herzöge von Zweibrücken
- 2013:  Museum für ostdeutsche und osteuropäische Kunst, Sank Julian[4]
- 2015: Galerie Kunsthöfle, Stuttgart, Mensch wer bist du?[5][6]

### Weitere überregionale Ausstellungen (Auswahl)
- 2015: Inszenierung der Realität, Heidelberger Forum für Kunst
- 2015: Sportlich, Heidelberger Forum für Kunst[7]
- 2014: Illustrierte Gedichte von Christian-Morgenstern, Werder (Havel)
- 2013: Wellen,  QQTec, Hilden
- 2013: Heimat,  Heise-Kunstpreis-Kalender 2014, alte Feuerwache, Dessau
- 2012: genug ist genug, Heidelberger Forum für Kunst[8]
- 2012: Wertschöpfung,  Galerie Kunsthöfle, Stuttgart[9]
- 2010: Nachts, Heidelberger Forum für Kunst[10]
- 2009: Visionen, 10. Kunstkreuz Berlin-Kreuzberg
- 2008: Die Freiheit, die ich meine, 9. KunstKreuz Berlin-Friedrichshain
- 2008: SpielArt, Landesausstellung des Bundesverbandes Bildender Künstler
- 2008: Zirkus, VIII. Jesteburger Kunstwoche
- 2008:  Im Namen der Lippischen Rose, Kunst- und Designpreis
- 2007: Überzeichnet, Heidelberger Forum für Kunst[11]
- 2006: Schaufenster à la Art, Kunstpreis des Landkreises Alzey-Worms
- 2006: Die Kunst des Alterns, Caritas Altenhilfe, Berlin[12]
- 2006: Bewegung, Dynamik und Kraft, Kunstpreis Wesseling
- 2006: wie die sachen oft querre gehen, Kunstpreis der Stadt Augsburg
- 2005: Johann Kasper Zeus-Kalender 2006,  Kronach
- 2005: Nibelungenlied, AmtsHausGalerie, Stadt Freudenberg
- 2004: Grenzfälle, VI. Kunstwoche Jesteburg
- 2004: Zeitgenössische bildende Kunst, Salzburg[13]
- 2002: Reaktion-Bilder, Hermann Hesse Calw International
- 2002: Literarischer Simrock-Freiligrath-Weg, Bad Honnef
- 2001: Welde Galerie, Schwetzingen
- 2001: Kunst im Burggrafiat, Stadt Alzey
- 2000: Jubiläumsbilder, Galerie der Sparkasse Karlsruhe
- 2000: Sichtweisen, Öhringer Schloss, Große Kreisstadt Öhringen
- 2015, 2014, 2013, 2012, 2011, 2010, 2007: Heidelberger Forum für Kunst